# Polymesoda acuta
Polymesoda acuta is een tweekleppigensoort uit de familie van de Cyrenidae. De wetenschappelijke naam van de soort is voor het eerst geldig gepubliceerd in 1861 door Prime.